# Saue (municipio rural)
Saue es un municipio estonio perteneciente al condado de Harju.
A 1 de enero de 2016 tiene 10 301 habitantes en una superficie de 197 km².
Toma su nombre de la vecina ciudad de Saue. Su capital es Laagri, villa enclavada entre Saue y Tallin, donde vive la mitad de la población del municipio. La otra mitad de la población municipal se reparte en 17 pequeñas localidades rurales (población año 2011):
- Ääsmäe 711
- Aila 178
- Allika 52
- Alliku 1,575
- Aude 17
- Ellamaa 172
- Haiba 362
- Hingu 30
- Hüüru 511
- Jaanika 45
- Jõgisoo 266
- Kaasiku 487
- Kabila 60
- Kernu 93
- Kibuna 156
- Kiia 234
- Kirikla 17
- Kivitammi 59
- Kohatu 187
- Koppelmaa 119
- Kustja 36
- Laagri 5,165
- Laitse 412
- Lehetu 181
- Lepaste 34
- Madila 40
- Maidla 216
- Metsanurga 32
- Mõnuste 74
- Munalaskme 98
- Mustu 28
- Muusika 131
- Nurme 74
- Odulemma 61
- Pällu 79
- Pärinurme 34
- Pohla 17
- Püha 121
- Riisipere 885
- Ruila 161
- Saue 5,514
- Siimika 23
- Tabara 52
- Tagametsa 102
- Turba 927
- Tuula 227
- Ürjaste 86
- Valingu 299
- Vanamõisa 551
- Vansi 97
- Vatsla 371
- Vilumäe 46
- Viruküla 27

Comprende un conjunto de áreas rurales situadas al sur del espacio comprendido entre las ciudades de Saue y Keila, más un conjunto de periferias suroccidentales de la capital nacional Tallin.